# Campaña de la isla de las Serpientes
La campaña a la isla de las Serpientes fue un enfrentamiento militar que se desarrolló en la isla homónima entre las Fuerzas Armadas de Rusia y las Fuerzas Armadas de Ucrania, que tuvo lugar el 24 de febrero de 2022 durante la invasión de Ucrania, y cuyo resultado fue de la caída de la isla a manos de la Armada rusa y la captura de los trece guardias ucranianos.
Tras la captura de la isla, Ucrania lanzó una campaña contra las fuerzas rusas en la isla y sus alrededores, desplegando misiles antibuque contra las fuerzas navales rusas y ataques aéreos, de artillería y con misiles contra las posiciones rusas en la propia isla. Posteriormente, Rusia se retiró de la isla el 30 de junio de 2022, poniendo fin a la ocupación militar de 126 días de la isla. Los bombardeos rusos contra la isla continuaron a partir de entonces.

## Antecedentes

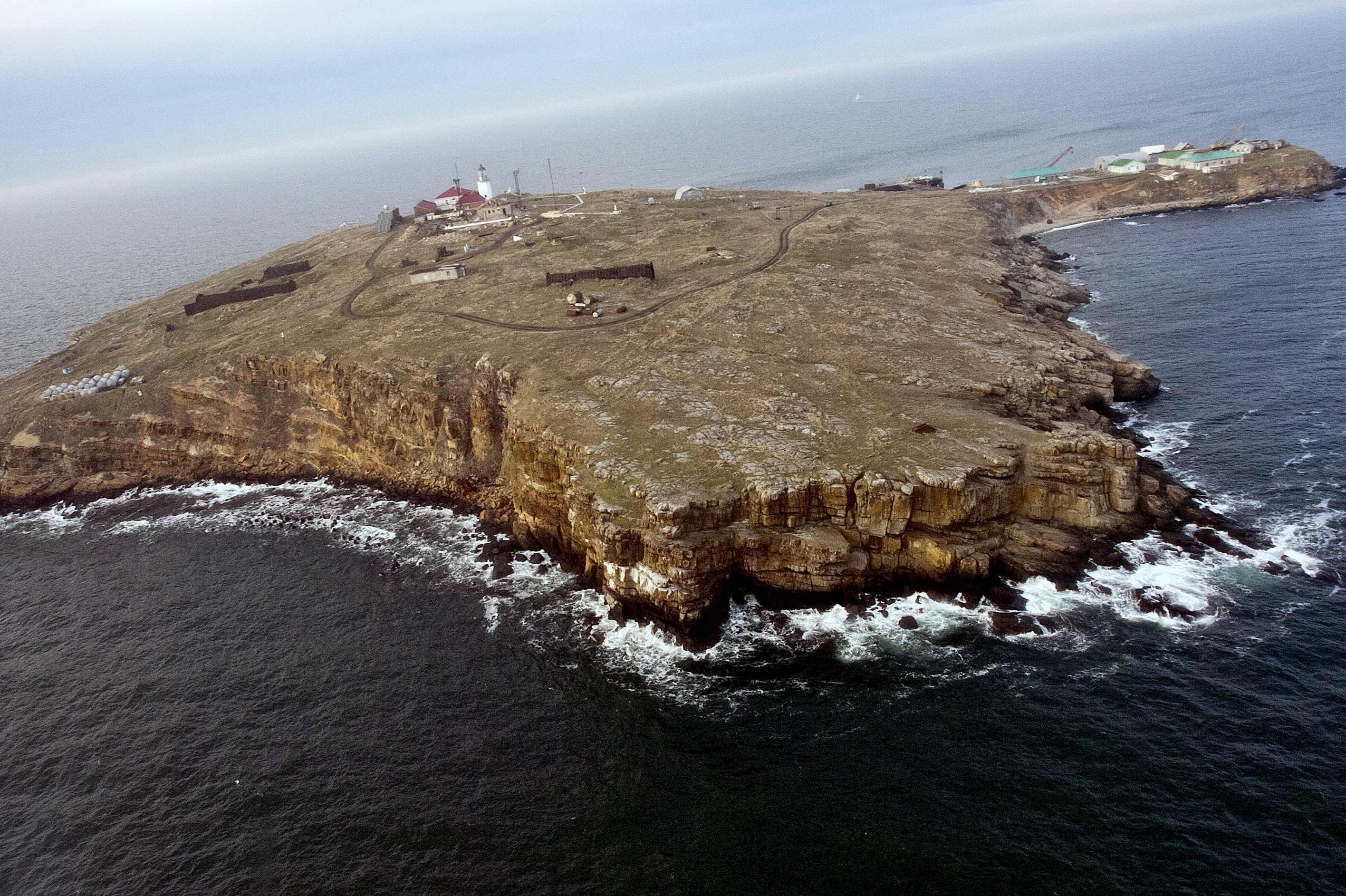
Foto de la isla.

La isla de las Serpientes es una pequeña isla rocosa frente a la costa sur de Ucrania, estratégicamente ubicada cerca de Rumania y en el borde de las aguas territoriales ucranianas en el Mar Negro. Las aguas territoriales que rodean la isla fueron disputadas por Rumania y Ucrania de 2004 a 2009, cuando la Corte Internacional de Justicia (CIJ) otorgó la mayoría de ellas a Rumania. Fue durante este período que Ucrania fundó el único asentamiento de la isla, Bile, en 2007 para probar el estatus de la Isla de las Serpientes como una isla habitable y ganar influencia en la disputa.
En agosto de 2021, mientras las fuerzas rusas se acumulaban alrededor de Ucrania, el presidente ucraniano Volodímir Zelenski realizó un evento de prensa en la isla, durante el cual dijo: "Esta isla, como el resto de nuestro territorio, es tierra ucraniana, y la defenderemos con todas nuestras fuerzas.”

## Ataque

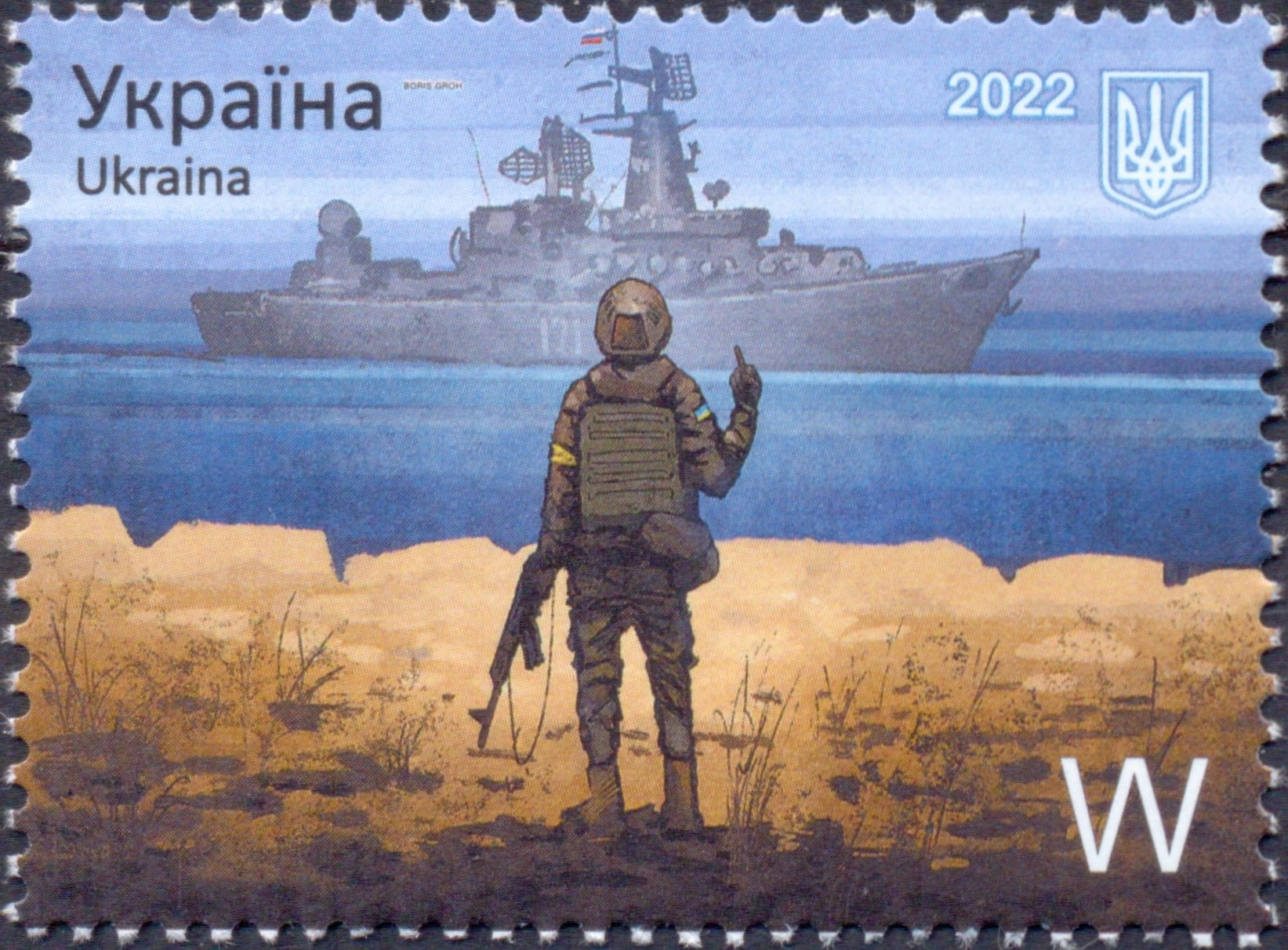
Sello con la frase «¡Buque de guerra ruso, vete al carajo!», puesto en circulación el 12 de abril de 2022.

El 24 de febrero de 2022, el primer día de la invasión rusa de Ucrania, los guardias fronterizos estatales de Ucrania anunciaron alrededor de las 18:00 hora local que la Isla de las Serpientes había sido atacada por barcos de la Armada rusa. El crucero lanzamisiles Moskvá y el patrullero Vasily Býkov estaban disparando sus cañones de cubierta.
Cuando el buque de guerra ruso se identificó e instruyó a los soldados ucranianos estacionados en la isla para que se rindieran, su respuesta fue «Buque de guerra ruso, vete al carajo» (en ruso: 'Русский военный корабль, иди на хуй', tr. Russki voienny korabl, idí na juy). Un clip de audio del intercambio fue compartido por primera vez por el funcionario del gobierno ucraniano Anton Herashchenko, luego ampliamente distribuido por Ukrayinska Pravda, y luego verificado como auténtico por fuentes del gobierno ucraniano.
Un soldado ucraniano transmitió en vivo el momento en que el buque de guerra ruso abrió fuego. Más tarde en la noche, el Servicio Estatal de la Guardia Fronteriza dijo que se había perdido la comunicación con la isla. A las 22:00 (01:00 hora de Moscú, UTC+2), los funcionarios del servicio anunciaron que las fuerzas rusas habían capturado la isla tras un bombardeo naval y aéreo que destruyó toda la infraestructura de la isla.
El 26 de febrero de 2022, las autoridades ucranianas anunciaron que el barco civil de búsqueda y rescate Sapphire fue capturado por la armada rusa frente a la Isla de las Serpientes.

## Informes
Fuentes del gobierno ucraniano declararon inicialmente que los atacantes mataron a 13 guardias fronterizos, que representaban la totalidad de la presencia militar ucraniana en la isla, después de que se negaran a rendirse. El Servicio Estatal de Guardia Fronteriza de Ucrania anunció más tarde que los guardias podrían haber sido capturados, basándose en informes rusos de que estaban detenidos como prisioneros de guerra en Sebastopol.
Los medios de defensa rusos presentaron una versión alternativa de los hechos, alegando que 82 soldados ucranianos fueron hechos prisioneros después de rendirse voluntariamente. Según el portavoz del Ministerio de Defensa de Rusia, Ígor Konashénkov, los prisioneros han estado firmando promesas de no continuar con la acción militar contra Rusia y serán liberados pronto.
El 28 de febrero de 2022, la Armada de Ucrania publicó en su página de Facebook que todos los guardias fronterizos de la isla estaban vivos y detenidos por la Armada de Rusia.

## Reacción
Las últimas palabras desafiantes de los guardias fronterizos ucranianos «Buque de guerra ruso, vete al carajo» se volvieron virales y se convirtieron en un grito de guerra para los ucranianos y sus seguidores en todo el mundo. La revista The Week comparó la frase con «Recuerden el Álamo» por parte de la República de Texas durante su guerra contra México en 1836.
El día del ataque, antes de que se supiera que los guardias sobrevivieron, Zelenski anunció que los trece guardias recibirían póstumamente el título de Héroe de Ucrania, el más alto honor militar ucraniano.

## Contraataques Ucranianos
Del 26 al 30 de abril, el Comando Operativo Sur afirmó que los ataques contra las fuerzas rusas en la isla dejaron un puesto de control alcanzado y dos complejos de misiles antiaéreos Strela-10 destruidos también como 42 soldados rusos muertos.
El 1 de mayo, el Comando Sur de la Fuerza Aérea de Ucrania afirma haber lanzado un ataque en la Isla de las Serpientes que destruyó el equipo ruso estacionado allí.
El 2 de mayo, al amanecer, dos patrulleras y lanchas de desembarco Raptor fueron hundidas por un Baykar Bayraktar TB2. Se publicaron imágenes de video que mostraban barcos multipropósito rusos Raptor siendo alcanzados por bombas guiadas seguidas de explosiones e incendios en ellos.
El 7 de mayo, los funcionarios de Ucrania informaron y mostraron imágenes de una lancha de desembarco de clase Serna ubicada en el Mar Negro siendo destruida cerca de la Isla de las Serpientes por un dron ucraniano.  Se utilizaron drones Bayraktar TB2 para destruir dos Lanzadores de misiles tierra-aire Tor, uno de los cuales estaba en proceso de ser desembarcado del buque clase Serna, posiblemente despejando el camino para un par de Su-27 ucranianos que realizan un bombardeo de alta velocidad y bajo nivel ese día; Las fotos satelitales parecen respaldar las imágenes. Más tarde, se publicaron imágenes de un ataque con un dron ucraniano contra un helicóptero ruso en la Isla de las Serpientes, verificado de forma independiente por OSINT y Reuters. Mientras tanto, en el mismo día según el Ministerio de Defensa de Rusia las fuerzas rusas repelieron los intentos ucranianos de retomar la isla. Estos informes del Ministerio ruso no han sido del todo confirmados.
El 9 de mayo, el asesor presidencial ucraniano Oleksiy Arestovych dijo que el ejército ruso que mantiene la isla es una ventaja para Ucrania, ya que puede atacar repetidamente objetivos rusos en la isla. El Ministerio de Defensa del Reino Unido informó que, según su análisis, Rusia estaba tratando de reforzar una guarnición expuesta en la isla, donde Ucrania había lanzado con éxito ataques con drones contra buques de reabastecimiento y defensas aéreas. El estado de la isla es fundamental tanto para Ucrania como para Rusia como recurso militar.
El 12 de mayo, Ucrania afirmó que había atacado el buque logístico ruso Vsevolod Bobrov cerca de la Isla de las Serpientes, lo que provocó que se incendiara y fuera remolcado de regreso a Sebastopol.
El 17 de junio, Ucrania afirmó haber hundido el buque remolcador ruso Spasatel Vasily Bekh con dos misiles Harpoon.
El 30 de junio del 2022, las fuerzas rusas se retiraron de la isla. El Comando Ucraniano informó que los rusos evacuaron la isla por los continuos ataques de misiles y artillería; luego enseñaron fotografías de la isla envuelta en humo por los bombardeos. El ministerio de defensa ruso anunció que realizaron la retirada de la isla como "gestó de buena voluntad", aclarando que las tropas rusas atrincherados allí completaron todos sus objetivos militares.